# Adelges abietispiceae
Adelges abietispiceae är en insektsart. Adelges abietispiceae ingår i släktet Adelges och familjen barrlöss. Inga underarter finns listade i Catalogue of Life.